# Aleksandr Kerenski
Aleksandr Fjodorovitsj Kerenski (Russisch: Алекса́ндр Фёдорович Ке́ренский) (Simbirsk, 4 mei [O.S. 22 april] 1881 – New York, 11 juni 1970) was een belangrijk politiek leider vóór en tijdens de Russische Revolutie van 1917.
Kerenski was de tweede premier van de Russische Voorlopige Regering totdat deze tijdens de  Oktoberrevolutie werd afgezet. Hij stierf in ballingschap.

## Jeugd
Aleksandr Kerenski kwam uit de hogere burgerij. Zijn vader was directeur van het gymnasium van Simbirsk, waar Aleksandr zelf ook naar school ging. In 1899 schreef hij zich in als rechtenstudent aan de Universiteit van Sint-Petersburg. In 1904 deed hij examen en hij promoveerde in 1905. Reeds in zijn studententijd was hij een aanhanger van het Russische populisme (de narodniki) en hij sloot zich aan bij de uit haar voortvloeiende Sociaal-Revolutionaire Partij. Hij riep zijn medestudenten op om zich in te zetten voor het volk.
In 1905 begon hij zijn succesvolle advocatencarrière. Als advocaat verdedigde hij de revolutionairen. In 1912 werd een staking bij de goudvelden bij de rivier de Lena hardhandig door de politie onderdrukt. Kerenski nam de verdediging van de slachtoffers op zich. Door dit grote proces werd hij beroemd. In datzelfde jaar werd Kerenski voor de troedoviken in de Doema gekozen en hij trad op als hun leider. De troedoviken waren een afsplitsing van de niet-marxistische socialistische Sociaal-Revolutionaire Partij, hoewel de troedoviken ook lid bleven van die partij.

## Februarirevolutie
Na de Februarirevolutie van 1917 werd Kerenski tot vicevoorzitter van het presidium van de Sint-Petersburgse sovjet gekozen; voorzitter was de mensjewiek Nikoloz Tsjcheidze. Ook was hij voorlopig de enige socialist die een ministerspost (Justitie) aanvaardde in de Voorlopige Regering (maart - mei 1917). In de tweede samenstelling van de Voorlopige Regering werd hij minister van Oorlog (mei - september 1917). In die functie was hij een voorstander van het voortzetten van de oorlog tegen de Centralen aan de zijde van de Geallieerden, zolang er geen algehele vredesregeling met alle oorlogvoerende landen kwam. Spoedig werd Kerenski gezien als de 'sterke man.'

## Kerenski-offensief
Op 1 juli 1917 startte de Russische krijgsmacht een naar Kerenski als minister van Oorlog genoemd offensief. Kerenski meende de aan de Entente gedane belofte van een Russisch offensief tegen de Centralen na te kunnen komen, omdat hij als vicevoorzitter van de Peterburgse sovjet voldoende gezag bij de soldaten had en anderzijds als minister van Oorlog voldoende aanhang genoot onder de militaire leiding. Het Kerenski-offensief leidde echter al op 3 juli tot een vastgelopen front zonder successen. Op 25 juli gelastte Kerenski, die vier dagen eerder premier geworden was, het offensief af. Een direct gevolg van dit mislukte offensief was een versnelde desintegratie van het Russische leger waaruit massaal gedeserteerd werd. Het gezag van Kerenski leed veel schade.

## Minister-president
Op 21 juli 1917, na de julicrisis, trad premier Georgi Lvov af en werd Kerenski minister-president. Om de groeiende onrust in het land te beheersen stuurde Kerenski generaal Lavr Georgijevitsj Kornilov naar Petersburg. Deze verlangde echter bestuursvolmachten, die feitelijk een staatsgreep betekenden. Hierop werd de generaal door Kerenski afgezet, wiens rol tijdens deze Kornilov-affaire onduidelijk is. Mede door toedoen van Kerenski werd de coup echter onderdrukt. Hij begon de macht van rechts in te dammen, vermoedelijk ook wegens angst voor verdere staatsgreeppogingen uit militaire hoek. Op 14 september 1917 riep Kerenski de republiek uit om een einde te maken aan de aanslepende discussie over de vraag of Rusland een monarchie moest blijven of een republiek moest worden. Hoewel Kerenski toenadering zocht tot links en enige invloed trachtte uit te oefenen op de machtige Petersburgse sovjet, verloor hij steeds meer macht. Zijn onopgehelderde rol rond de Kornilov-affaire speelde daarbij steeds een rol.
Toen een bolsjewistische staatsgreep steeds reëler werd, vertrok Kerenski op 7 november 1917 in een auto van de Amerikaanse ambassade (om niet door de Rode Gardisten herkend te worden) vanuit Sint-Petersburg naar Pskov om militaire steun te vragen aan de kozakken en andere militaire eenheden. Hij ondervond echter weinig medewerking. De dag van zijn vertrek uit Sint-Petersburg werd het Winterpaleis, de regeringszetel, door de Rode Garde (communisten) ingenomen (Oktoberrevolutie).

## In ballingschap
Het lukte Kerenski niet om militaire hulp te verkrijgen, waarop hij naar Moermansk vertrok. In mei 1918 vertrok hij per boot naar Frankrijk. Daar trad hij naar voren als een van de leiders van de Russische emigranten. Hij uitte flinke kritiek op de bolsjewistische regering, maar ook op rechts. In 1940 ging hij naar de Verenigde Staten van Amerika, waar hij tot zijn dood in 1970 bleef wonen.